# Hilston
Hilston är en by i civil parish Roos, i distriktet East Riding of Yorkshire, i grevskapet East Riding of Yorkshire, i England. Byn är belägen 11 km från Hedon. Hilston var en civil parish fram till 1935 när blev den en del av Roos. Civil parish hade 27 invånare år 1931. Byn nämndes i Domedagsboken (Domesday Book) år 1086, och kallades då Heldeuueston/Heldouestun.